# 브라티슬라프 2세

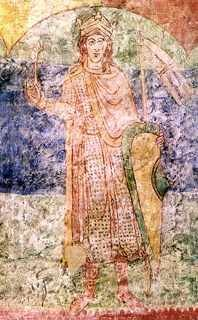
브라티슬라프 2세

브라티슬라프 2세(체코어: Vratislav II., 1035년경 ~ 1092년 1월 14일)는 보헤미아의 공작(재위: 1061년 ~ 1092년)이자 보헤미아의 국왕(재위: 1085년 ~ 1092년)이다.

## 생애
1055년 자신의 아버지였던 브르제티슬라프 1세가 사망한 이후에 모라바의 올로모우츠 공작으로 즉위했지만 자신의 형이었던 스피티흐네프 2세 공작과의 분쟁으로 인해 헝가리로 망명했다. 그렇지만 헝가리의 지원을 받으면서 올로모우츠 공작으로 복귀했고 형과 화해하게 된다.
1061년 자신의 형인 스피티흐네프 2세가 사망한 뒤에 프라하에서 보헤미아의 공작으로 즉위했다. 1063년에는 모라바 주교구를 설립했지만 프라하 주교를 역임하고 있던 자신의 동생인 야로미르(Jaromír)와 갈등을 빚게 된다. 1070년에는 작센 공작 마그누스(Magnus), 노르트하임(Northeim) 공작 오토(Otto)가 반란을 일으켰고 1071년에는 폴란드의 공작인 볼레스와프 2세가 보헤미아를 침공했다. 1073년 8월 브라티슬라프 2세는 신성 로마 제국의 황제였던 하인리히 4세의 지원을 받으면서 폴란드 군대를 물리쳤다.
1081년에는 하인리히 4세가 교황 그레고리오 7세를 추방시키기 위해 일으킨 이탈리아 원정에 참여했으며 1083년에는 브라티슬라프 2세가 이끄는 보헤미아 군대가 로마에 입성했다. 하인리히 2세를 지지했던 브라티슬라프 2세는 교황과의 우호적인 관계를 수립하기 위해 슬라브식 전례를 요청했지만 교황은 이를 거절했다.
1085년 6월 15일에 프라하에서 대관식을 치르면서 보헤미아의 국왕이라는 칭호를 최초로 사용했다. 1092년 1월 14일에 사냥 도중에 사망했으며 그의 시신은 비셰흐라트(Vyšehrad)에 안치되었다.